# カナダ出身のNBA選手一覧

カナダ出身のNBA選手一覧。太字は現役のNBA選手または傘下Gリーグに所属している選手。その他は引退選手またはNBA以外のリーグでプレーしている選手。
バスケットボール殿堂に表彰されたのは、ボブ・ホーブレッグスとスティーブ・ナッシュの2選手のみである。

## A
- Kyle Alexander（カイル・アレクサンダー（英語版））
- Nickeil Alexander-Walker（ニッケル・アレクサンダー＝ウォーカー）
- Joel Anthony（ジョエル・アンソニー）

## B
- Norm Baker（ノーム・ベイカー（英語版））
- Dalano Banton（ダラーノ・バントン（英語版））
- RJ Barrett（RJ・バレット）
- Anthony Bennett（アンソニー・ベネット）
- Sim Bhullar（シム・ブラー（英語版））
- Hank Biasatti（ハンク・ビアサッティ（英語版））
- Khem Birch（ケム・バーチ）
- Chris Boucher（クリス・ブーシェ）
- Ignas Brazdeikis（イグナス・ブラズデイキス）
- Oshae Brissett（オシェイ・ブリセット）
- Dillon Brooks（ディロン・ブルックス）

## C
- Brandon Clarke（ブランドン・クラーク）
- Ron Crevier（ロン・クレヴィエ（英語版））
- Bobby Croft（ボビー・クロフト（英語版））※ABA時代のみ

## D
- Samuel Dalembert（サミュエル・ダレンバート）
- Nate Darling（ネイト・ダーリング（英語版））
- Luguentz Dort（ルゲンツ・ドート）

## E
- Zach Edey（ザック・イディー）
- Tyler Ennis（タイラー・エニス）

## F
- Rick Fox（リック・フォックス）

## G
- Shai Gilgeous-Alexander（シェイ・ギルジャス＝アレクサンダー）
- Stewart Granger（ステュアート・グレンジャー（英語版））

## H
- Lars Hansen（ラーズ・ハンセン（英語版））
- Bob Houbregs（ボブ・ホーブレッグス）
- Caleb Houstan（ケイレブ・ヒュースタン）

## J
- Cory Joseph（コーリー・ジョセフ）
- Kris Joseph（クリス・ジョセフ（英語版））

## K
- Mfiondu Kabengele（フィオンドゥ・カベンゲリ）

## L
- A. J. Lawson（A・J・ローソン（英語版））
- Trey Lyles（トレイ・ライルズ）

## M
- Todd MacCulloch（トッド・マカロック）
- Jamaal Magloire（ジャマール・マグロア）
- Karim Mané（カリム・マネ（英語版））
- Bennedict Mathurin（ベネディクト・マサリン）
- Leonard Miller（レナード・ミラー）
- Naz Mitrou-Long（ナズ・ミトロウ＝ロング（英語版））
- Mychal Mulder（マイカル・マルダー）
- Jamal Murray（ジャマール・マレー）

## N
- Steve Nash（スティーブ・ナッシュ）
- Andrew Nicholson（アンドリュー・ニコルソン）
- Andrew Nembhard（アンドリュー・ネムハード）

## O
- Kelly Olynyk（ケリー・オリニク）
- Eugene Omoruyi（ユージーン・オモルイ（英語版））

## P
- Kevin Pangos（ケビン・パンゴス（英語版））
- Dwight Powell（ドワイト・パウエル）
- Joshua Primo（ジョシュア・プリモ）
- Olivier-Maxence Prosper（オリビエ＝マクサンス・プロスパー）

## R
- Xavier Rathan-Mayes（ザビエル・ラタン・メイズ（英語版））
- Andy Rautins（アンディ・ロウティンス）
- Leo Rautins（レオ・ロウティンス（英語版））

## S
- Robert Sacre（ロバート・サクレ）
- Marial Shayok（マリアル・シャヨク（英語版））
- Mike Smrek（マイク・スムレク（英語版））
- Gino Sovran（ジノ・ソブラン（英語版））
- Nik Stauskas（ニック・スタウスカス）
- Shaedon Sharpe（シェイドン・シャープ）

## T
- Tristan Thompson（トリスタン・トンプソン）

## V
- Ernie Vandeweghe（アーニー・バンダウェイ（英語版））

## W
- Bill Wennington（ビル・ウェニントン）
- Andrew Wiggins（アンドリュー・ウィギンズ）
- Lindell Wigginton（リンデル・ウィギントン）
- Kyle Wiltjer（カイル・ウィルティエ（英語版））

## Z
- Jim Zoet（ジム・ゾエト（英語版））

## NBAドラフトで指名を受けたがNBAに未出場
- Denham Brown（デンハム・ブラウン）
- Olivier Hanlan（オリヴィエ・ハンラン）
- Justin Jackson（ジャスティン・ジャクソン（英語版））